# Baa Baa Land
Ne doit pas être confondu avec La La Land (film).
Pour plus de détails, voir Fiche technique et Distribution.
Baa Baa Land est un film britannique sorti le 27 septembre 2017, réalisé par Garth Thomas et produit par l'entreprise de logiciels de méditation Calm (en). Il est constitué de 8 heures de séquences montrant des moutons paissant dans un champ, sans aucun être humain, dialogue ou intrigue,,.
L'idée du film — dont le nom fait référence au film musical américain La La Land,, — vient du producteur Peter Freedman, mais il a été réalisé, tourné et monté par le réalisateur de films d'art Garth Thomas. Chaque plan dure entre 30 minutes et plus d'une heure. Il est filmé en un jour à la ferme d'agneaux et de moutons de Layer Marney, près de Tiptree dans l'Essex en Angleterre,,. Il est projeté en avant-première au Prince Charles Cinema (en) dans le West End de Londres le 27 septembre 2017,.
Baa Baa Land est un exemple de « cinéma lent », un type de cinéma basé sur de longues prises de vue minimalistes sans dialogue ou intrigue,,. Baa Baa Land n'a pas d'intrigue, de dialogue ou d'acteurs humains et est décrit comme le « film le plus ennuyeux jamais réalisé » par Peter Freedman, l'un de ses producteurs,. Produit par une entreprise de logiciels de méditation, il est destiné à endormir les spectateurs,, et est décrit par Alex Tew et Michael Acton Smith (en) — deux de ses producteurs — comme « surpassant n'importe quel somnifère » et « le remède ultime contre l'insomnie »,, bien qu'il ne soit généralement pas recommandé de s'endormir devant un écran.
La durée de huit heures de Baa Baa Land a conduit à le qualifier de dix-neuvième film le plus long de tous les temps.